# Lambersart
Lambersart (Nederlands: Landbertsrode) is een gemeente in het Franse Noorderdepartement (Frans: département du Nord) (regio Hauts-de-France). De plaats maakt deel uit van het arrondissement Rijsel en is vastgegroeid aan de stad Rijsel. Lambersart telde op 1 januari 2022 27.105 inwoners.

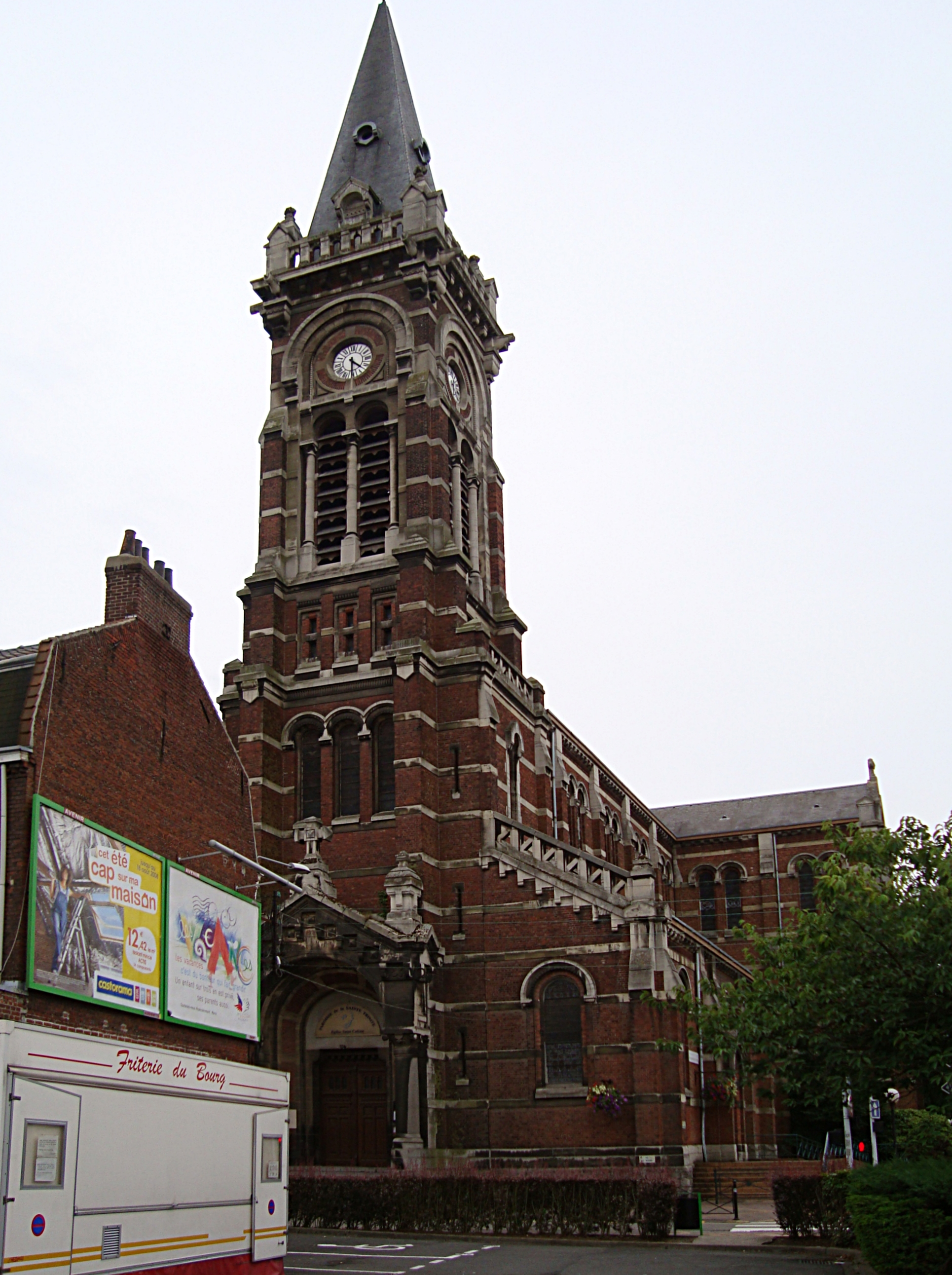
Église Saint-Calixte

## Geografie
De oppervlakte van Lambersart bedroeg op 1 januari 2022 6,16 vierkante kilometer; de bevolkingsdichtheid was toen 4.400,2 inwoners per km².

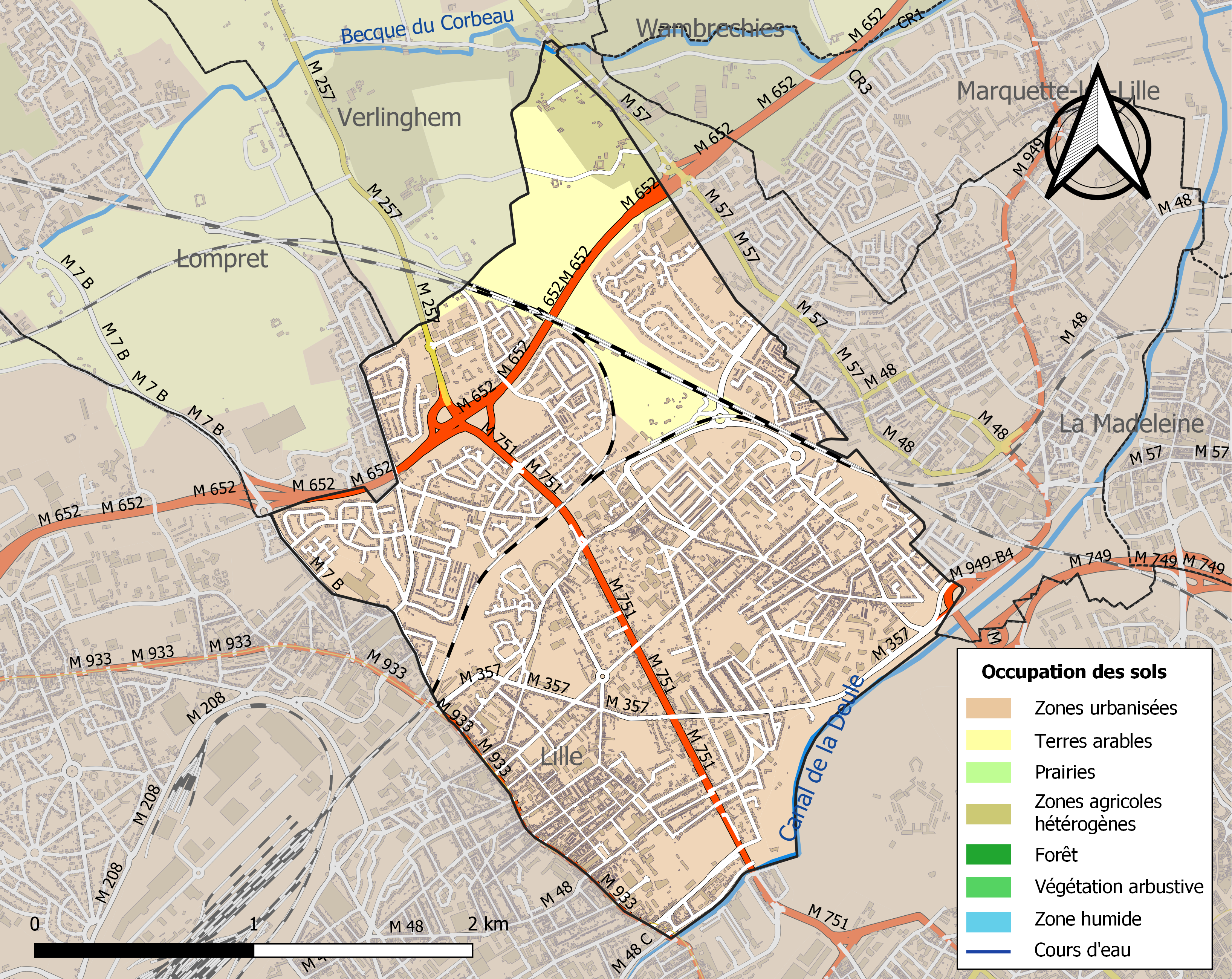
Kaart van de gemeente met belangrijkste infrastructuur, bodemgebruik en omliggende gemeenten

## Demografie
Onderstaande figuur toont het verloop van het inwonertal (bron: INSEE-tellingen).

## Bezienswaardigheden
- de Église Saint-Calixte
- de Église Notre-Dame de Fátima
- de Église Saint-Sépulcre

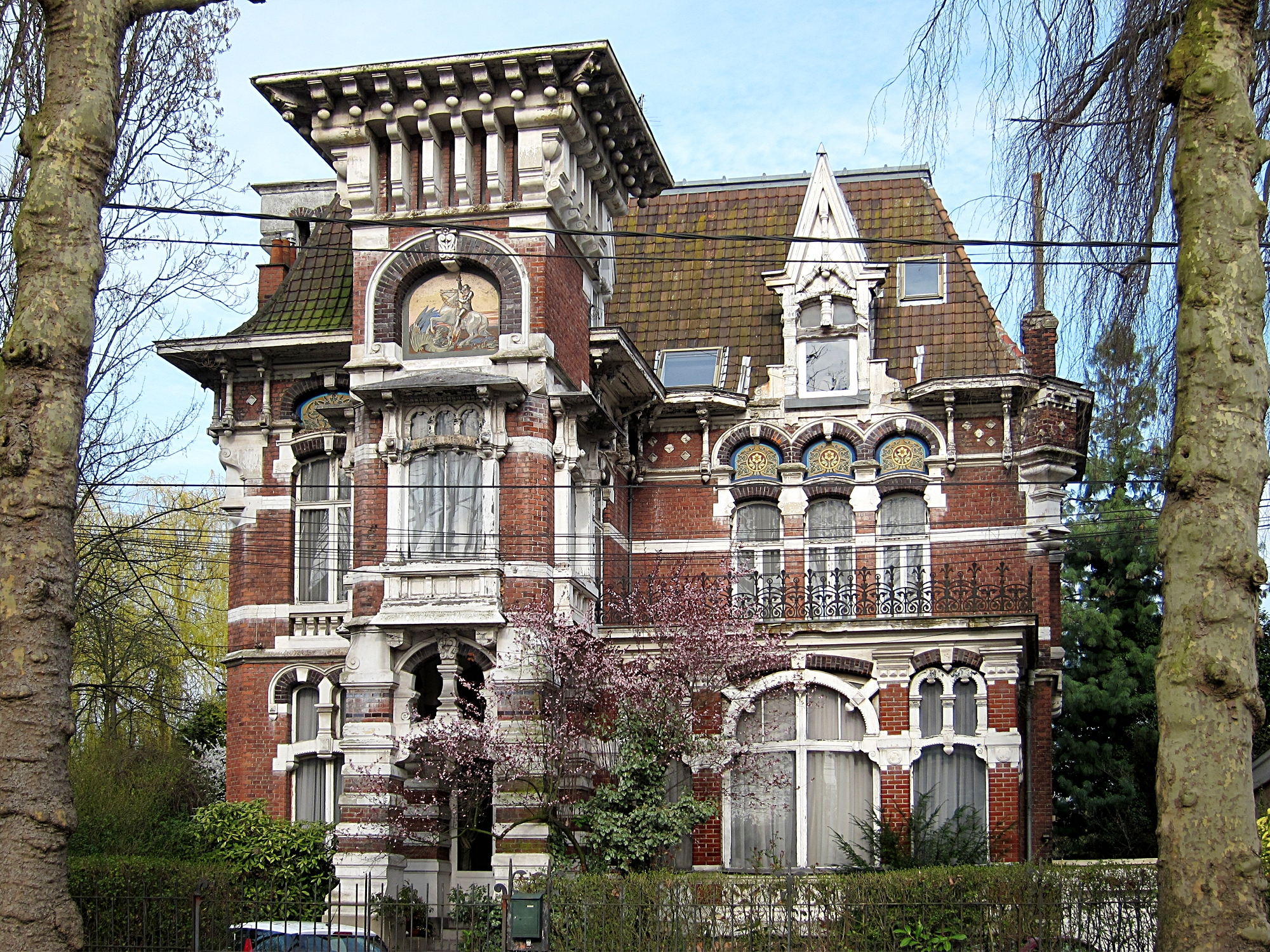
Villa Saint-Georges

- een aantal beschermde herenhuizen:
  - Villa Saint-Charles, uit 1893
  - Villa Saint-Georges, uit 1897
  - een art-decohuis aan de Avenue Bailly-Ducroquet 60
  - Villa Sdez, uit 1932
- het Château de la Cessoie
- het Château des Ormes
- het Deutscher Soldatenfriedhof Lambersart, een Duitse militaire begraafplaats met 5090 gesneuvelde Duitse soldaten uit de Eerste Wereldoorlog